# 농공이용연구소
농공이용연구소(農工利用硏究所)는 대한민국 최초의 농공 관련 정부기관이다. 농공 이용에 대한 연구는 1961년에 농공이용부를 농사원에 설치하면서 시작되었다. 농공이용부는 1962년 4월에 농공이용연구소로 확대 개편되었다.
농업기계와 농업토목의 두 분야를 다루는 국가연구기관이었으나 농업진흥공사의 농업토목시험연구소와의 기능이 중복된다는 지적에 따라 농업토목 분야가 폐지되면서 1979년 12월 농업기계화연구소로 개편되었다.

## 조직
농공이용연구소는 농공과, 농산물이용과, 농업경영과 3개 과로 편성하고, 소장은 2급인 농업연구관 또는 농공연구관, 과장은 3급갑류인 농업연구관 또는 농공연구관으로 보하여 농업기계연구, 수리 및 관개 시설, 농산물의 가공 이용, 농업경영기술 전반에 관한 시험연구를 분장하게 하였다.